# Harpalomimetes sjoestedti
Harpalomimetes sjoestedti is een keversoort uit de familie loopkevers (Carabidae). De wetenschappelijke naam van de soort is voor het eerst geldig gepubliceerd in 1926 door Andrewes.